# Saturniinae
Saturniinae (scris și saturniine) sunt o subfamilie ce aparține familiei Saturniidae. Cuprinde specii de molii de mărimi medii până la foarte mari, adulții având o anvergură între 7,5 și 15 cm, și în unele cazuri chiar mai mult.
Cele mai mult de 70 de genuri ale subfamiliei saturniine pot fi divizate în patru triburi majore și unul minor. Genul Adafroptilum are un statut necunoscut.

## Genuri și specii selectate
Attacini
- Archaeoattacus
- Attacus
  - Attacus atlas –  Molia Atlas
  - Attacus dohertyi
- Callosamia
  - Callosamia angulifera 
  - Callosamia promethea
- Coscinocera
  - Coscinocera hercules
- Epiphora
- Eupackardia
- Hyalophora
  - Hyalophora euryalus
  - Hyalophora cecropia
  - Hyalophora columbia
  - Hyalophora gloveri
- Rothschildia Grote, 1896
  - Rothschildia jacobaeae
  - Rothschildia maurus
- Samia
  - Samia cynthia

Bunaeini Packard, 1902
- Athletes
- Aurivillius
- Bunaea
  - Bunaea alcinoe
- Bunaeopsis
- Cinabra
- Cirina
- Eochroa
- Gonimbrasia
- Gynanisa
- Heniocha
  - Heniocha dyops
- Imbrasia
- Leucopteryx
- Lobobunaea
- Melanocera
- Nudaurelia
- Protogynanisa
- Pseudimbrasia
- Pseudobunaea
- Rohaniella
- Ubaena

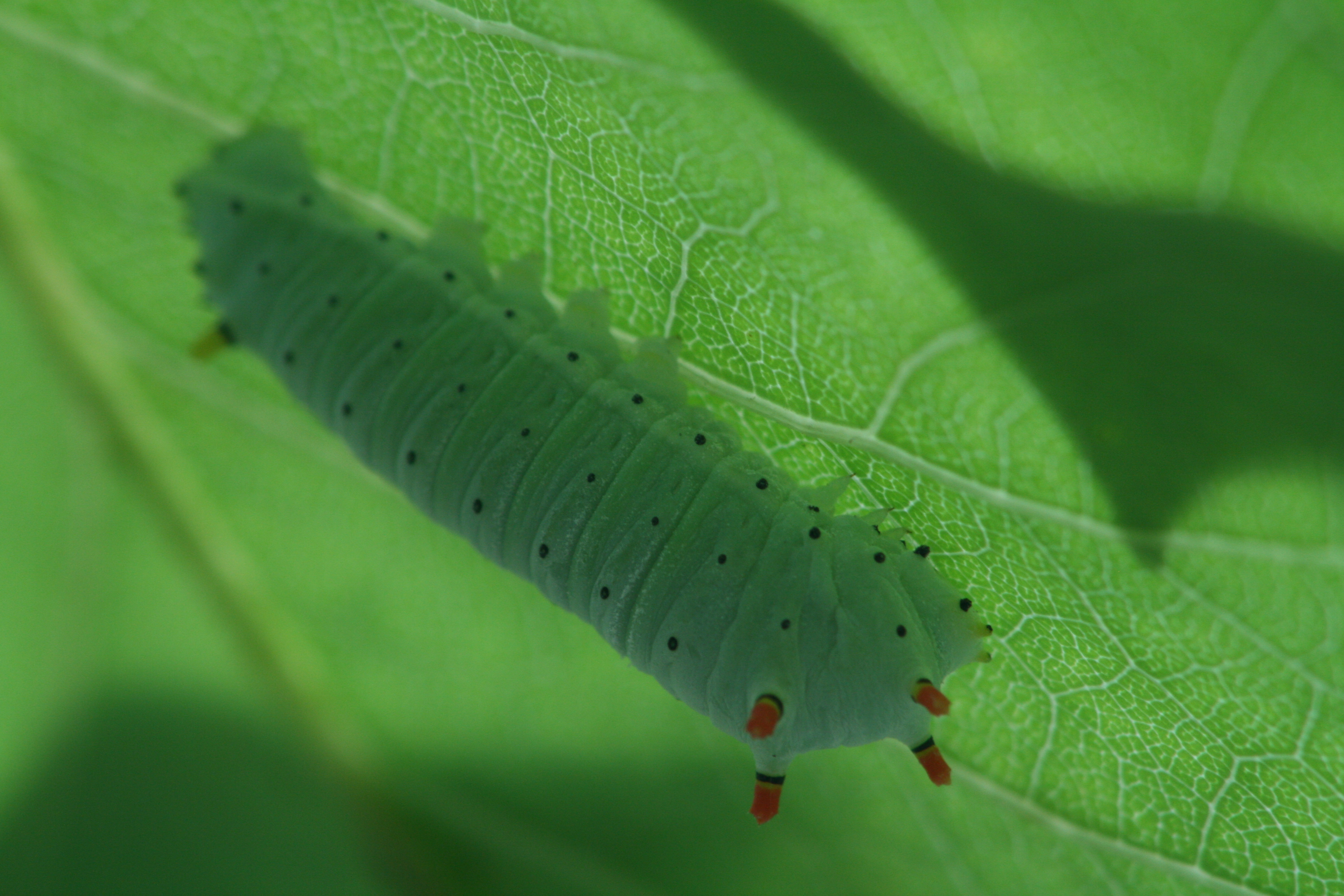
Callosamia angulifera omidă

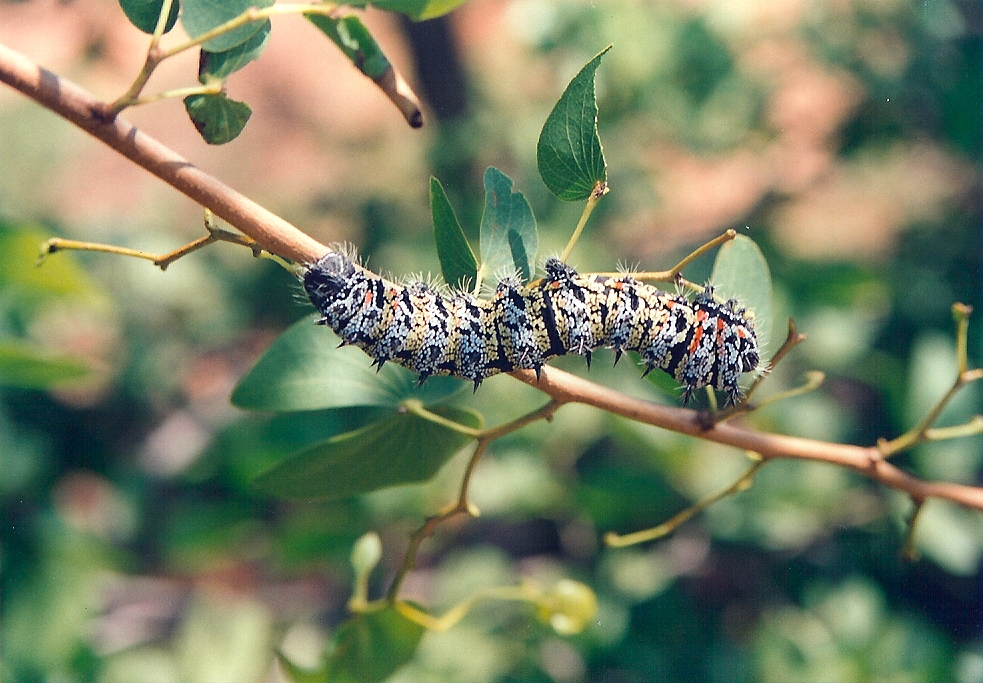
Omida de Gonimbrasia belina (Bunaeini)

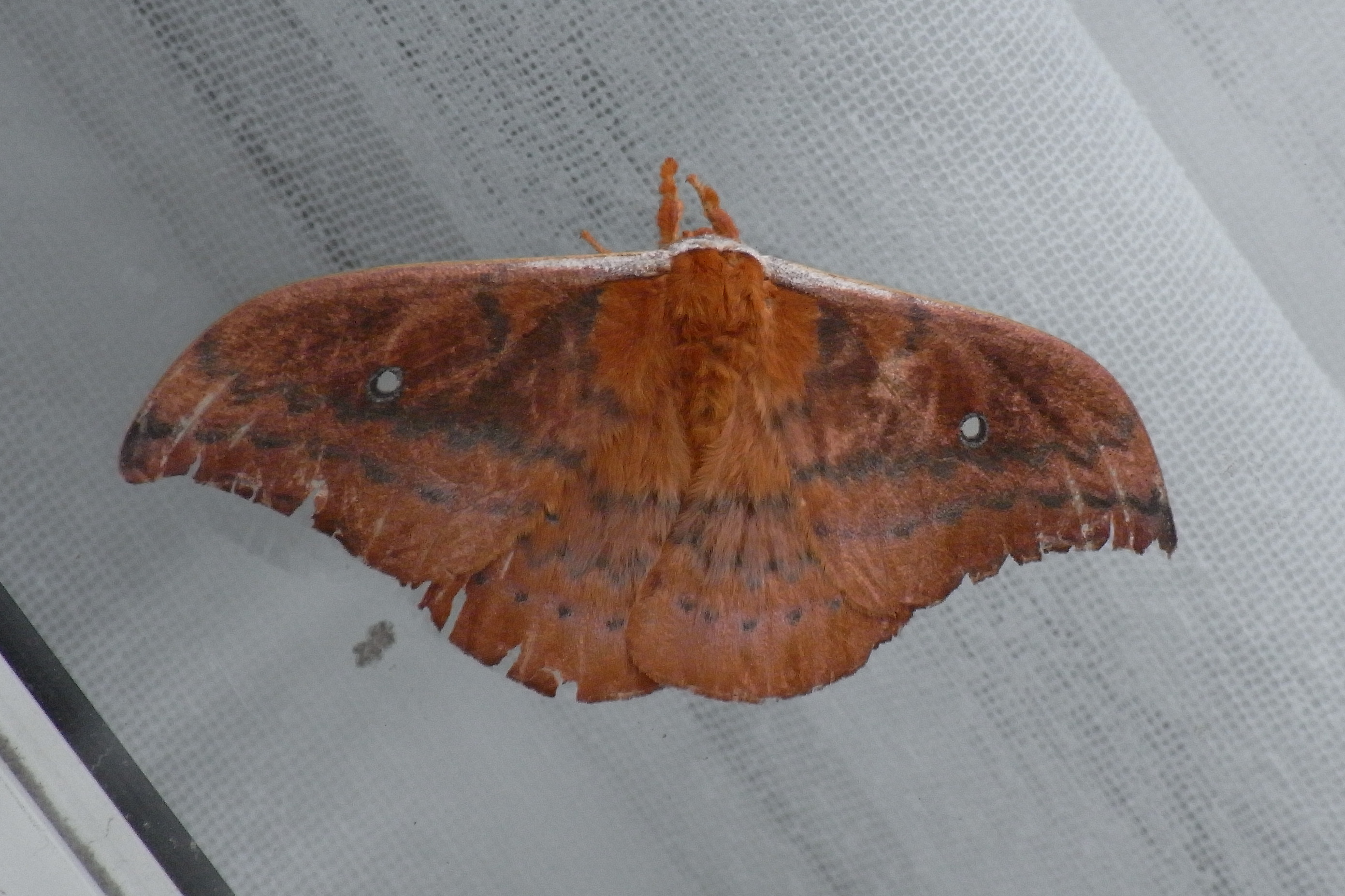
Syntherata janetta.

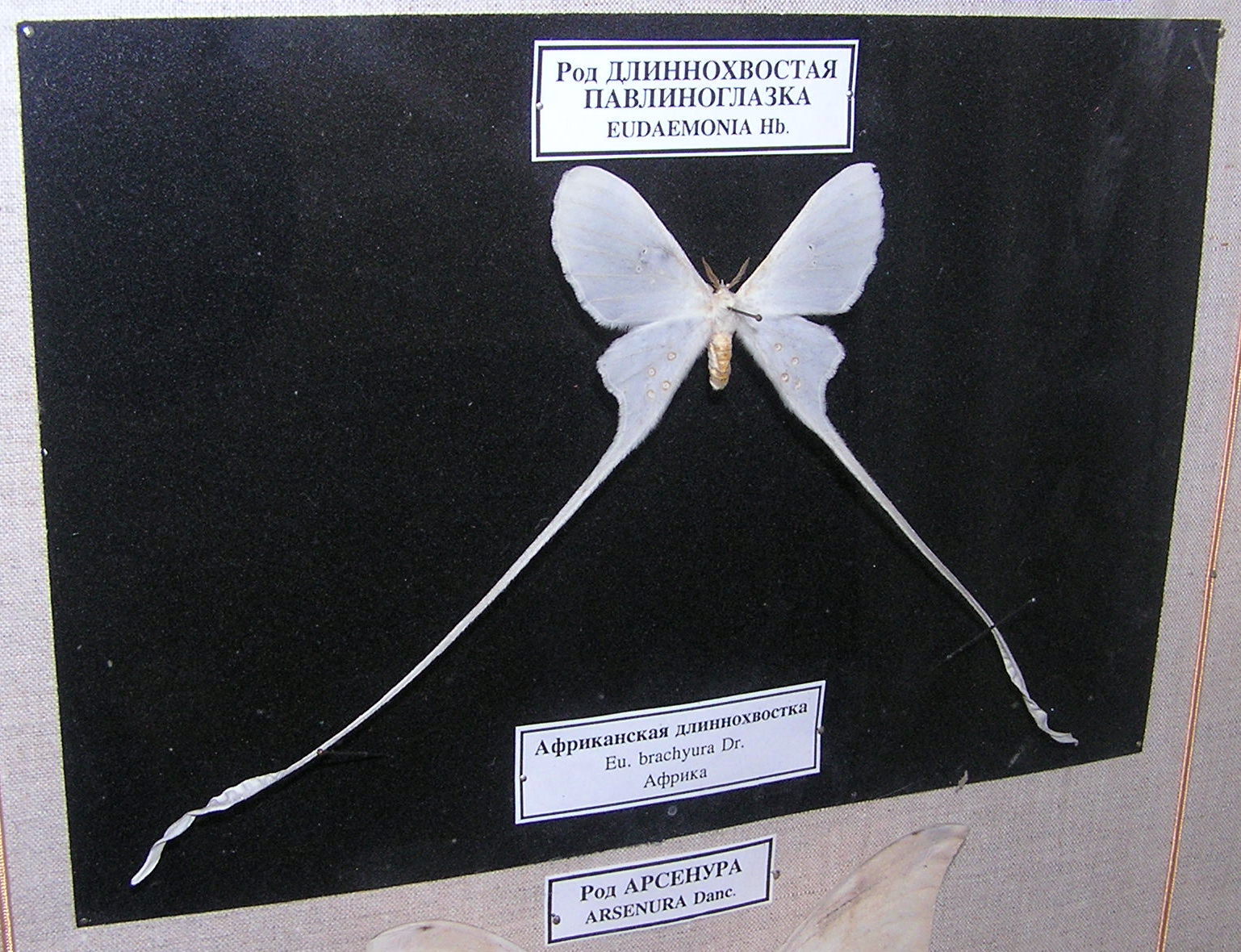
Eudaemonia brachyura (Urotini)

Micragonini Cockerell in Packard, 1914
- Carnegia
- Decachorda
- Goodia
- Holocerina
- Ludia
- Micragone
- Orthogonioptelum
- Pseudoludia
- Vegetia

Saturniini Boisduval, 1837
- Actias
- Agapema
- Antheraea 
  - Antheraea polyphemus
  - Antheraea yamamai
- Argema
  - Argema mimosae
  - Argema mittrei
- Caligula
  - Caligula japonica
- Calosaturnia
- Ceranchia
- Copaxa
- Cricula
  - Cricula trifenestrata
- Eudia
- Graellsia
- Lemaireia
  - Lemaireia loepoides
- Loepa
  - Loepa katinka
- Loepantheraea
- Neodiphthera
- Neoris
- Opodiphthera
- Pararhodia
- Perisomena
  - Perisomena caecigena
- Rhodinia
- Saturnia
  - Saturnia pyri
  - Saturnia pavonia
  - Saturnia zuleika
- Solus
- Syntherata
  - Syntherata janetta

Urotini
- Antherina
  - Antherina suraka
- Antistathmoptera
- Eosia
- Eudaemonia
- Maltagorea
- Parusta
- Pselaphelia
- Pseudantheraea
- Pseudaphelia
- Sinobirma
- Tagoropsis
- Urota
- Usta

Incertae sedis
- Adafroptilum